# لیلیا اسکالا
لیلیا اسکالا (انگلیسی: Lilia Skala؛ ۲۸ نوامبر ۱۸۹۶ – ۱۸ دسامبر ۱۹۹۴) هنرپیشه اهل ایالات متحده آمریکا بود. وی بین سال‌های ۱۹۳۱ تا ۱۹۹۰ میلادی فعالیت می‌کرد.
از فیلم‌هایی که وی در آن نقش داشته است، می‌توان به فلش‌دنس، خانه بازی‌ها و چارلی اشاره کرد.